# Nakunte Diarra
Nakunte Diarra (sinh năm 1941) là một nghệ nhân dệt người Malian, một người tạo ra bògòlanfini.
Một thành viên của bộ tộc Bamana, Diarra đã học được những điều cơ bản để tạo ra bògòlanfini từ mẹ cô khi cô bốn tuổi. Cô đã làm việc tại Kolokani trong phần lớn sự nghiệp của mình, nhưng đã đi khắp nơi để tổ chức các buổi hội thảo và trình diễn kỹ thuật của mình, bao gồm cả hai tuần tại Lễ hội Dân gian Smithsonian năm 2003. 1993 30 tác phẩm của cô đã được trưng bày tại Học viện Công nghệ Thời trang. nghệ thuật của cô là chủ đề của một bài báo, "Nakunte Diarra: Bogolanfini Nghệ sĩ của Bélédougou", được công bố trên tạp chí Nghệ thuật Châu Phi vào năm 1994, và một DVD được sản xuất vào năm 2005. Hai tác phẩm của Diarra được ủy quyền cho bộ sưu tập của Bảo tàng Nghệ thuật Đại học Indiana, trong khi các loại vải khác thuộc sở hữu của Bảo tàng Nghệ thuật Châu Phi, Bảo tàng Lịch sử Tự nhiên Quốc gia, và Bảo tàng Quốc gia Mali.